# Família Selcúnio
Selcúnio (em latim: Selcunius) ou Selcuni (em armênio: Սղկունի; romaniz.: Słkuni) foi uma família nobre armênia (nacarar) da Antiguidade.

## História
A existência da família Selcúnio é conhecida a partir do relato de Moisés de Corene, segundo o qual descendiam do epônimo Eslaco que, no tempo do mítico Valarsaces I (século III a.C.), recebeu a função de proteger os passos montanhosos em Turuberânia e caçar cabras selvagens. Moisés, por conseguinte, afirma ter dúvidas se esse Eslaco era um dos descendentes de Haico e, por conseguinte, se sua família era uma dos haíquidas. Os Selcúnios eram aparentados aos Mandacúnios e aparentam ser uma reminiscência dos povos salas mencionados nos registros hititas. Sua última menção ocorreu em meados do século V. Foram citados na Lista de Trono (Գահնամակ, gahnamak) na 48.ª posição entre as famílias nobres do reino. Propôs-se que, por se tratar de uma família menor, podiam arregimentar 300 cavaleiros ao exército do rei.